# Adrama biseta
Adrama biseta är en tvåvingeart som beskrevs av Malloch 1939. Adrama biseta ingår i släktet Adrama och familjen borrflugor. Inga underarter finns listade i Catalogue of Life.